# Ercole Ugo D'Andrea

Mario Luzi con Ercole Ugo D'Andrea

Ercole Ugo D'Andrea (Galatone, 26 giugno 1937 – Galatone, 8 agosto 2002) è stato un poeta italiano.
(Mario Luzi)

## Biografia
Nasce a Galatone (Lecce) da Romolo (originario di Civitella Alfedena) e Elena Tarantino, entrambi insegnanti. Frequenta la scuola elementare di Galatone fino al mese di maggio del 1943 a causa della chiusura anticipata dovuta al conflitto bellico. Dopo la chiusura di quell'anno scolastico si trasferì insieme alla madre ed ai fratelli Aurelio e Rita a Civitella Alfedena dopo che il padre, militare di stanza a Brindisi, si convinse che la propria città natale, sarebbe stata più sicura e al riparo dai bombardamenti. Purtroppo tale decisione si rivelò sbagliata, perché quei luoghi furono maggiormente interessati dall'orrore della guerra. Per il poeta questi travagliati mesi vissuti tra le ristrettezze, la fame e l'orrore dell guerra, influirono notevolmente sul suo sensibile carattere.
Rientra a Galatone solo nell'estate del 1944, e dopo aver terminato la scuola Elementare e la Media, ottiene nell'anno scolastico 1954/1955 la maturità Classica al Liceo di Nardò. Lo stesso anno si iscrive all'Università, e sceglie come indirizzo Giurisprudenza e come sede Roma, per la gioia del padre. Ma il D'Andrea, che all'epoca era già affascinato dal mondo della poesia, preferiva alle lezioni di diritto i convegni e i corsi tenuti da Ungaretti. A Roma resta per due anni ma con scarsi risultati, anche a causa della coxite che lo colpisce in quegli anni costringendolo a lunghi periodi di degenza a Cortina D'Ampezzo.
Furono anni difficili nei quali il poeta fu vittima di una forte depressione e di una crisi esistenziale che lo portarono ad abbandonare la facoltà capitolina. Tornato a Lecce, si iscrisse alla facoltà di Lettere Moderne conseguendo la Laurea solo nel 1969 anche a causa di alti e bassi dovuti all'alternarsi di entusiasmo per i risultati positivi ottenuti e depressione per gli esami non superati. In particolare l'ultimo ostacolo prima della discussione della tesi su Giovanni Verga fu superato dopo un lungo periodo di depressione che aveva spinto D'Andrea ad abbandonare gli studi.
Le insistenze e l'incitamento del Betocchi con il quale era in stretta corrispondenza, lo convinsero a proseguire nello studio. Nei suoi scritti sono presenti i luoghi che hanno fatto parte della vita del poeta: Lecce e il Salento, l'amata Civitella Alfedena - paese natale del padre - Firenze, città che gli permise di conoscere, oltre a Mario Luzi, altri poeti quali Carlo Betocchi e il critico Silvio Ramat.

## Opere
È stato apprezzato da autorevolissimi critici e poeti come Oreste Macrì, Mario Marti, Mario Luzi, Silvio Ramat, che ne hanno riconosciuto il modo di stare dentro il Novecento, facendone un tutt'uno inscindibile con la sua poesia.
Ha composto molte opere, tra cui:
- Rosario di Stagioni
- Spazio domestico
- Bellezza della madre
- I colombi di Urbino